# Cercomegistina
Cohorte
Les Cercomegistina sont une cohorte d'acariens mesostigmates. 

## Liste des familles
Selon Beaulieu, Dowling, Klompen, de Moraes & Walter 2011 :
- Asternoseiidae Vale, 1954
- Cercomegistidae Trägårdh, 1937
- Davacaridae Kethley, 1977
- Pyrosejidae Lindquist & Moraza, 1993
- Saltiseiidae Walter, 2000
- Seiodidae Kethley, 1977
- Vitzthumegistidae Kim, 2015

### Publication originale
- Camin & Gorirossi, 1955 : A revision of the suborder Mesostigmata (Acarina) based on new interpretations of comparative morphological data. Chicago Academy of Sciences Special Publication, n. 11, p. 1-70.